# Felsite

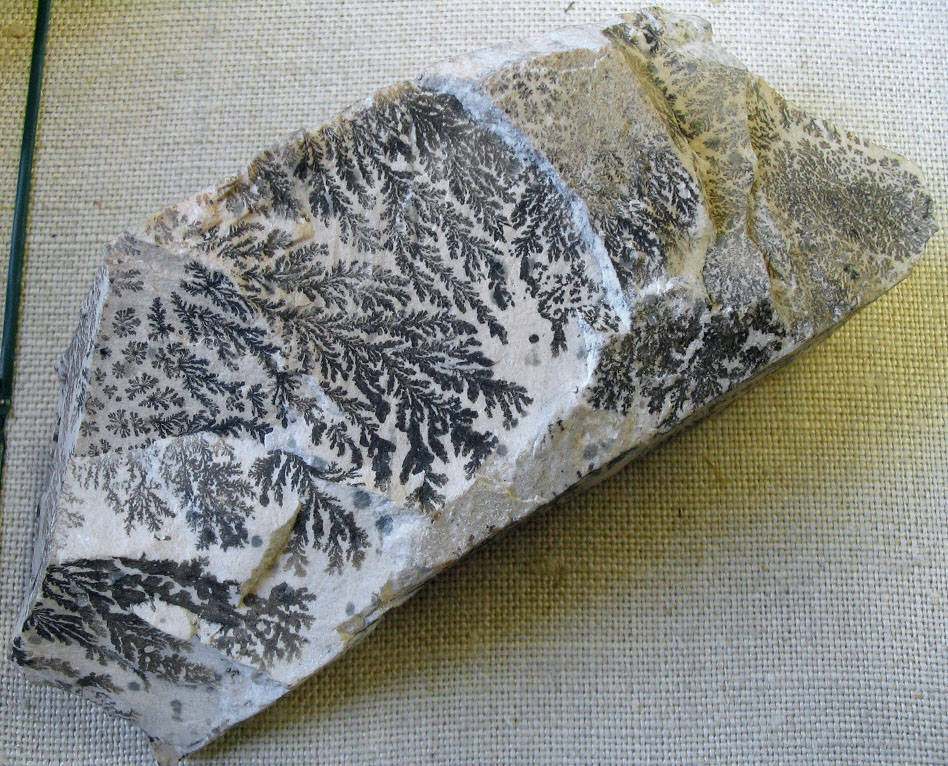
Felsite con formazioni pirosulitiche

La Felsite è una roccia vulcanica che può contenere all'interno cristalli di altri materiali di origine vulcanica. 
È caratterizzata da colori tenui che vanno dal bianco al grigio chiaro, dal rosa al marrone chiaro
La felsite, che ha una matrice geologica felsica spesso in associazione con quarzo, plagioclasio e potassio, può essere trovata assieme a ossidiana e riolite.